# Mladejko, Burgas
Mladejko (în bulgară Младежко) este un sat în comuna Malko Tărnovo, regiunea Burgas,  Bulgaria. 

## Demografie
Componența etnică a satului Mladejko
     Nicio identificare (100%)
     Altele (0%)
La recensământul din 2011, populația satului Mladejko era de 30 locuitori. . Pentru 100% din locuitori nu este cunoscută apartenența etnică.